# 亨利·希爾
小亨利·希爾（英語：Henry Hill, Jr.，1943年6月11日—2012年6月12日）是一名紐約市的黑幫成员。在1955年至1980年間，希爾與盧切斯犯罪家族有聯繫。1980年，希爾成為聯邦調查局（FBI）的一名舉報人，他的證詞有助於確定50項定罪，包括對黑幫老大保羅·瓦里奧和詹姆斯·柏克的多項指控。
希爾的生活故事被記錄在由尼古拉斯·派勒吉所寫的真實犯罪書籍《Wiseguy: Life in a Mafia Family》。《Wiseguy》隨後被馬田·史高西斯改編成受讚賞的電影《盜亦有道》，由雷·李歐塔飾演希爾。

## 早年
亨利·希爾於1943年6月11日出生在曼哈頓，父親是愛爾蘭移民電工老亨利·希爾（Henry Hill Sr.），母親是西西里裔美國人Carmela Costa Hill。這個工人階級家庭由亨利和他的八個兄弟姐妹組成，他們在布魯克林的一個工人階級社區布朗斯維爾中長大。希爾從小就仰慕當地的黑幫，包括盧切斯犯罪家族的一名頭目保羅·瓦里奧。1955年，希爾在11歲時，他遊盪在馬路對面的出租車停車場，尋找一份課後的兼職工作。十幾歲的時候，他開始為瓦里奧的擦鞋店、披薩店和出租車停車場的顧客跑腿。他於1956年第一次遇到了臭名昭著的劫持者、盧切斯犯罪家族的合夥人詹姆斯·柏克。13歲的希爾在一場卡牌遊戲中招待飲品和三明治，並因柏克的慷慨小費而感到茫然。

## 餐廳
希爾曾一度在內布拉斯加州的一間意大利餐廳擔任廚師，他的意大利麵條醬汁「Sunday Gravy」在互聯網上銷售。希爾於2007年10月在康涅狄格州的西黑文開設了另一間餐廳「Wiseguys」，但在2007年11月的一場火災後關閉了。

## 藝術品
希爾曾是一位畫家，並在eBay上出售他的藝術品。

## 書籍
2002年10月，希爾出版了《The Wiseguy Cookbook: My Favorite Recipes From My Life As a Goodfella To Cooking On the Run》。在書中，希爾分享了在黑幫的歲月裡他的一些故事，以及從家裡學到的食譜，還有一些趕上他自己的事。例如，希爾宣稱在他最後一餐的日子，因為含有捲餅小牛肉、豬肉屁股醬，小牛肉，通心粉和橄欖油青豆與大蒜組成的毒品而被逮捕。
在他去世之前，亨利·希爾與小說家丹尼爾·西蒙尼合作，撰寫了一本名為《The Lufthansa Heist》的非小說著作，描述著名的1978年甘迺迪機場的漢莎航空公司搶劫案。
希爾的其他著作包括：
- 《A Goodfella's Guide to New York: Your Personal Tour Through the Mob's Notorious Haunts, Hair-Raising Crime Scenes, and Infamous Hot Spots》（2003年），作者：亨利·希爾、Bryon Schreckengost，ISBN 0-7615-1538-0
- 《Gangsters and Goodfellas: Wiseguys, Witness Protection, and Life on the Run》（2004年），作者：亨利·希爾、葛斯·羅素（英语：Gus Russo），ISBN 1-56731-757-X

## 《盜亦有道》電影
《盜亦有道》是1990年由馬田·史高西斯執導的犯罪電影，改編自尼古拉斯·派勒吉的1986年非小說書籍《Wiseguy》，講述1955年至1980年，希爾和他的盧切斯犯罪家族合夥人的興衰史。史高西斯最初命名電影為英文《Wise Guy》，但隨著派勒吉的同意，將其改名為《Goodfellas》，以避免與無關的犯罪電視劇《Wiseguy》混淆。為了準備他們在電影中的角色，羅拔·迪尼路、喬·佩西和雷·李歐塔經常與派勒吉進行交談，他在撰寫本書時分享了他所收集的研究資料。佩西說，由排練出來的即興創作和臨時拼湊，史高西斯都給演員自由地做任何他們想做的。導演製作了抄本，給他想要最喜歡的臺詞，並把它們放入主要攝影過程中修改的劇本。
2006年，希爾和雷·李歐塔為《娛樂週刊》的拍照。在李歐塔的催促下，希爾在拍照兩天後便進入酒精康復中心。

## 逝世
希爾於2012年6月12日在一間洛杉磯醫院內去世，這是他69歲生日後的一天。與希爾最後14年生活的女朋友，Lisa Caserta說：「他病了很久....他的心臟已無力了」。CBS新聞報導Caserta說：「他非常平靜地走了，為了好傢伙」。她說希爾在死前遭受心臟病發作折磨，死於與吸煙有關的長期心臟問題的併發症。希爾的家人在他去世時有在場。希爾在他去世後的一日被火化。

## 延伸閱讀
- English, T.J. . William Morrow. 2005. ISBN 0-06-059002-5.
- Hill, Gregg and Gina. . Time Warner Book Group. 2004. ISBN 0-446-52770-X.

- Pileggi, Nicholas. . Simon & Schuster. 1986. ISBN 0-671-44734-3.
- Pileggi, Nicholas.  25th anniversary. New York: Simon & Schuster. September 2011: 6, 7, 272. ISBN 9781451642216.
- Porter, David. . Taylor Trade Publishing. 2000. ISBN 0-87833-192-1.
- Volkman, Ernest; Cummings, John. . New York: Franklin Watts. October 1986. ISBN 0-531-15024-0.

## 外部連結
- GoodFella Henry Official Site （页面存档备份，存于）
- Henry Hill Archives （页面存档备份，存于）
- ZZZlist Interview with Henry Hill （页面存档备份，存于）
- Henry Hill Arrest （页面存档备份，存于）
- The Smoking Gun: Goodfella Henry Hill In Drug Bust （页面存档备份，存于）
- The Smoking Gun: Henry Hill mugshots （页面存档备份，存于）
- Articles/Biographies/Criminals/Hill, Henry （页面存档备份，存于）
- 在Find a Grave上的亨利·希爾
- Henry Hill在互联网电影资料库（IMDb）上的資料（英文）